# Čaja (affluente dell'Ob')
La Čaja (in russo Чая?) è un fiume della Russia, nella Siberia occidentale, affluente di sinistra dell'Ob'. Scorre nei rajon (distretti) di Čainskij e nel Kolpaševskij della oblast' di Tomsk. 

## Descrizione
Il fiume ha origine dalla confluenza dei fiumi Parbig e Bakčar, che si incontrano all'altezza del villaggio di Ust'-Bakčar (Усть-Бакчар). Scorre con direzione mediamente nord/nord-est. La sua lunghezza è di 194 km (542 km se calcolata assieme al corso del Bakčar). L'area del bacino è di 27 200 km². La portata media annua del fiume, all'altezza del villaggio di Podgornoe, è di 75,86 m³/s. Il fiume è gelato, mediamente, da novembre ad aprile ed è navigabile nei 114 km inferiori. I suoi principali affluenti sono l'Iksa (da destra) e il Njursa (da sinistra).
Vari insediamenti rurali si susseguono lungo il corso del fiume, il maggiore è il villaggio di Podgornoe, centro amministrativo del Čainskij rajon, che si trova alla confluenza della Čaja con il fiume Iksa.